# Universiteit van Québec

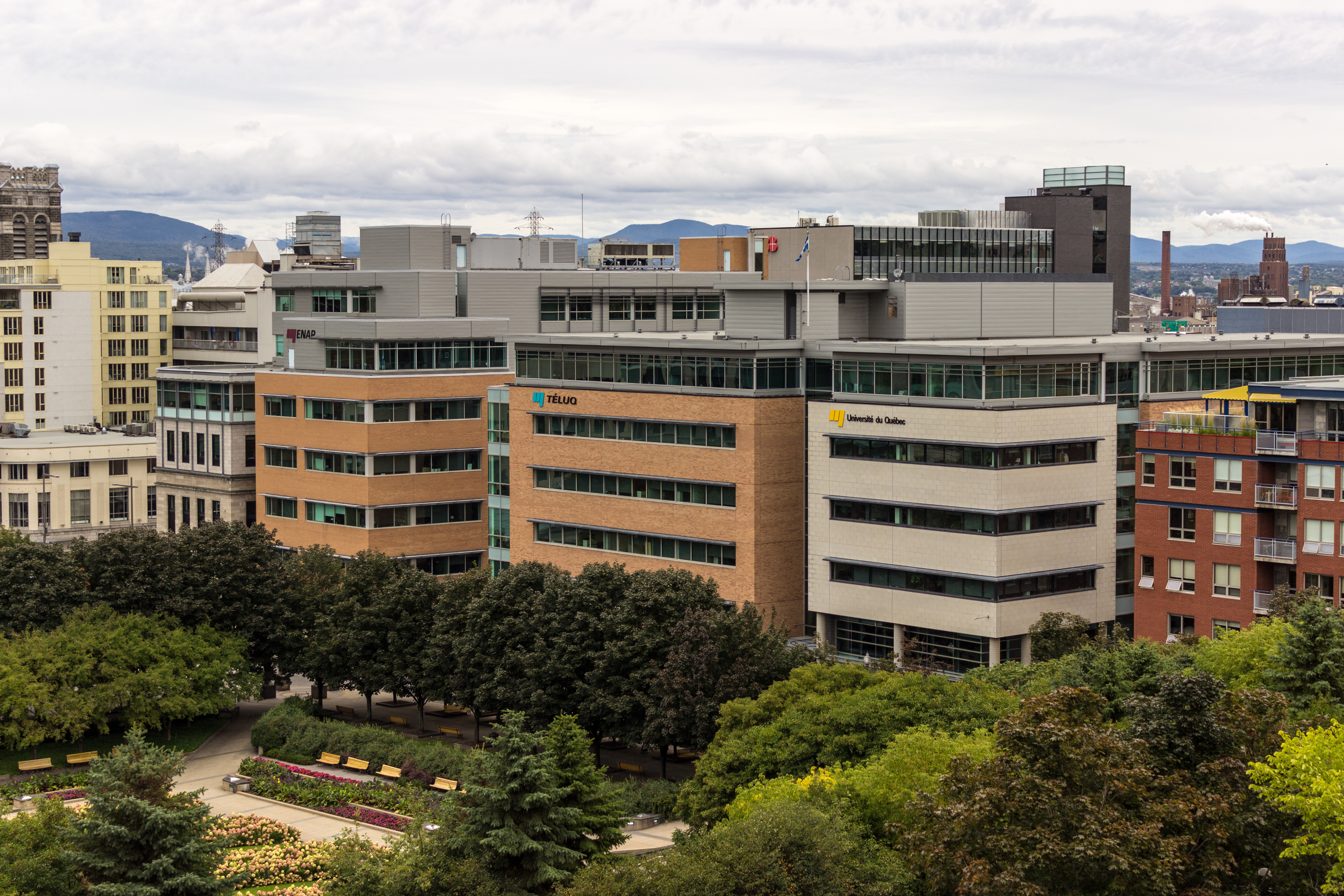
ENAP in Québec

De Universiteit van Québec (Frans:Université du Québec) is een netwerk van 10 verschillende onderwijsinstellingen in de Canadese provincie Québec. De hoofdvestiging bevindt zich in de provinciehoofdstad Québec.
De universiteit is in 1968 opgericht, door middel van een wet aangenomen door het parlement van Québec (l'Assemblée nationale du Québec). In 2005 bedroeg het totale aantal studenten meer dan 76.000 en bood de universiteit meer dan 300 verschillende studies aan. Daarmee is de Universiteit van Québec de grootste aanbieder van universitaire studies in de provincie Québec. De hoogste bestuurlijke instantie van de universiteit is de Vertegenwoordiging van Gouverneurs (l'Assemblée des Gouverneurs), bestaande uit leden van verschillende directies, rectors van verschillende vestigingen, 3 hoogleraren, 2 studenten en mensen met een gewichte positie in de maatschappij.
De Universiteit van Québec bestaat uit zes universiteiten, twee hogescholen (écoles d'études supérieures) en een onderzoeksinstituut. Zie hieronder de verschillende instanties op naam.
- École de technologie supérieure (ETS), in Montréal.
- École nationale d'administration publique (ENAP), school in Québec en campussen in Montréal, Gatineau, Trois-Rivières en Saguenay.
- Institut national de la recherche scientifique (INRS), instituut in Québec en campus in Montréal.
- Université du Québec à Chicoutimi (UQAC), in Saguenay.
- Université du Québec à Montréal (UQAM), in Montréal.
- Université du Québec à Rimouski (UQAR), in Rimouski en in Lévis.
- Université du Québec à Trois-Rivières (UQTR), in Trois-Rivières.
- Université du Québec en Abitibi-Témiscamingue (UQAT), in Val-d'Or, Rouyn-Noranda en andere steden.
- Université du Québec en Outaouais (UQO), in Gatineau.